# Рей Хамънд
Рей Хамънд (на английски: Ray Hammond) е английски журналист, футурист и писател на произведения в жанра футуристика и научна фантастика.

## Биография и творчество
Рей Хамънд е роден през 1936 г. в Лондон, Англия, от ирландски и американски родители. На 17 години напуска училище и става стажант репортер в местния седмичен вестник „Мидълсекс хроникъл“.
След кариера като журналист за „Сънди Таймс“, през 1974 г. заедно с Ричард Дезмънд основават издателска компания за публикуване на списанието „International Musician & Recording World“. След успешното развитие на бизнеса с офиси в САЩ и Германия, през 1977 г. групата стартира рекламна агенция с офиси във Великобритания и САЩ, а в края на 70-те прекарва значително време в Силициевата долина за изучаването на новосъздаващата се индустрия за персонални компютри.
През 1980 г. продава всичките си дялови участия в издателската компания и рекламната агенция, за да се концентрира върху кариерата си на футурист, писател и лектор.
Първата му книга „Musician and the Micro“ е публикувана през 1982 г., а първата си реч като футурист прави в Сан Диего през 1982 г. Книгата му от 1984 г. „On-line Handbook“ става първата, която предвижда бъдещото търговско и социално бъдеще на Интернет и „интернет търсене“. През 1986 г. с книгата си „Modern Frankenstein“ за пръв път предсказва значението на ДНК анализа, генното инженерство и клонирането, и на появата на супер-интелигентни машини, които могат да станат съперници на човешкия вид по-късно през 21 век.
През 2001 г. е издаден първият му фантастично-футуристичен роман „Emergence“.
Рей Хамънд ръководи Института за бъдещето на човечеството на Оксфордския университет. Член е на Кралското общество на изкуствата. Лектор е на множество конференции и учебни институции.
Живее със семейството си в Лондон и Бат.

## Произведения

### Самостоятелни романи
- Emergence (2001)
- Extinction (2005)
- The Cloud (2006)
Облакът, изд.: ИК „Бард“, София (2007), прев. Юлиян Стойнов

### Документалистика
- Musician and the Micro (1982)
- Computers and Your Child (1983)
- Working in the Music Business (1983)
- Forward 100 (1984)
- On-line Handbook (1984)
- Writer and the Word Processor (1984)
- How to Get a Hit Record (1985)
- Modern Frankenstein (1986)
- Digital Business (1996)
- The World In 2030 (2008 – 2012)